# Bruno Fialho
Bruno Alexandre Ramalho Fialho (Lisboa, 19 de maio de 1975) é um político português, atual presidente do partido ADN - Alternativa Democrática Nacional.

## Biografia

### Família
É sobrinho de António Ramalho Fialho, morto em 1975 aos 27 anos, às portas do Regimento de Artilharia de Lisboa (RALIS) pelos soldados deste regimento, no dia seguinte à Intentona de 11 de Março. Teria feito um comentário de “provocação contra-revolucionária” que poria em dúvida a violência do ataque efectuado no dia anterior, o que geraria uma "multidão excitada e ameaçadora" chamando-o de fascista. Os militares responsáveis, Paulino Rodrigues, Firmino Duarte e Manuel Santos, seriam julgados e condenados, mas em última instância não cumpririam pena. A avó de Bruno, Antónia Ramalho, viria a ser acusada de associações à extrema-direita violenta, estando detida 11 meses sem chegar a julgamento, O Diabo de Vera Lagoa sendo seu defensor público. Bruno acredita-a como inspiradora de sua participação política.

### Vida pessoal
Fez o ensino primário no colégio D. João XXI, o preparatório na escola Manuel da Maia e o secundário na Escola Secundária Josefa de Óbidos, onde foi durante 3 anos Presidente da Associação de Estudantes, licenciou-se em Direito pela Universidade Moderna de Lisboa, enquanto cumpria o Serviço Militar na Escola Prática de infantaria em Mafra (EPI), onde integrou o curso de Sargentos de 1995, com especialidade de Atirador.[carece de fontes?]

### Política
Antes da vida política, era advogado, chefe de cabine na SATA e foi vice-presidente do Sindicato Nacional do Pessoal de Voo da Aviação Civil (SNPVAC). Em 2019, foi chamado para ser o mediador do Sindicato Nacional de Motoristas de Matérias Perigosas (SNMMP) no conflito laboral com a ANTRAM.
Nas eleições legislativas portuguesas de 2019, foi cabeça de lista do Partido Democrático Republicano (PDR) pelo círculo de Setúbal.
Em 18 de janeiro de 2020 foi eleito presidente do mesmo partido político, hoje renovado como Alternativa Democrática Nacional (ADN), com 75% dos votos, tornando-se o sucessor de António Marinho e Pinto.
Ainda nesse ano, em 2020, anunciou a sua candidatura às eleições presidenciais de 2021 – candidatura de que viria a desistir.
Nas eleições autárquicas, candidata-se a presidente da câmara de Lisboa.
Nas eleições legislativas portuguesas de 2022 surge como cabeça de lista da lista do ADN, para a capital, assim como é mandatário para esse mesmo círculo de Lisboa mais os da Europa e fora da Europa.
É igualmente Vice-Presidente da Direção da Associação Peço a Palavra (APP), uma associação sem fins lucrativos.
Devido a declarações que em podcast fez em relação à reabertura e envio de pedófilos, imigrantes e oposição política para o Campo de Concentração do Tarrafal, o Volt Portugal solicitou a 29 de abril, junto do Tribunal Constitucional, a extinção do ADN. Bruno Fialho já se tinha defendido num artigo de opinião argumentando que as declarações se tratavam de humor e que a solução não é sequer exequível uma vez que Cabo Verde já não é uma colónia portuguesa.
A 5 de maio, no terceiro congresso do partido, foi reeleito com 98,8% dos votos para um segundo mandato de quatro anos como presidente do ADN.

## Medidas Covid-19
Bruno Fialho é um opositor de todas as medidas adoptadas pelo Governo para combater a COVID-19, tais como o uso de máscaras, testagem e vacinação, assim como a implementação de certificados digitais. Em janeiro de 2022, participou no debate entre os candidatos às referidas eleições legislativas dos doze partidos extraparlamentares, na RTP1 a partir de casa porque se recusou a fazer teste (foi o único a fazê-lo).